# Froukje Veenstra
 (mars 2021).
La mise en forme du texte ne suit pas les recommandations de Wikipédia : il faut le « wikifier ».
Les points d'amélioration suivants sont les cas les plus fréquents. Le détail des points à revoir est peut-être précisé sur la page de discussion.
- Les titres sont pré-formatés par le logiciel. Ils ne sont ni en capitales, ni en gras.
- Le texte ne doit pas être écrit en capitales (les noms de famille non plus), ni en gras, ni en italique, ni en « petit »…
- Le gras n'est utilisé que pour surligner le titre de l'article dans l'introduction, une seule fois.
- L'italique est rarement utilisé : mots en langue étrangère, titres d'œuvres, noms de bateaux, etc.
- Les citations ne sont pas en italique mais en corps de texte normal. Elles sont entourées par des guillemets français : « et ».
- Les listes à puces sont à éviter, des paragraphes rédigés étant largement préférés. Les tableaux sont à réserver à la présentation de données structurées (résultats, etc.).
- Les appels de note de bas de page (petits chiffres en exposant, introduits par l'outil «  Source ») sont à placer entre la fin de phrase et le point final[comme ça].
- Les liens internes (vers d'autres articles de Wikipédia) sont à choisir avec parcimonie. Créez des liens vers des articles approfondissant le sujet. Les termes génériques sans rapport avec le sujet sont à éviter, ainsi que les répétitions de liens vers un même terme.
- Les liens externes sont à placer uniquement dans une section « Liens externes », à la fin de l'article. Ces liens sont à choisir avec parcimonie suivant les règles définies. Si un lien sert de source à l'article, son insertion dans le texte est à faire par les notes de bas de page.
- La présentation des références doit suivre les conventions bibliographiques. Il est recommandé d'utiliser les modèles {{Ouvrage}}, {{Chapitre}}, {{Article}}, {{Lien web}} et/ou {{Bibliographie}}. Le mode d'édition visuel peut mettre en forme automatiquement les références.
- Insérer une infobox (cadre d'informations à droite) n'est pas obligatoire pour parachever la mise en page.

Pour une aide détaillée, merci de consulter Aide:Wikification.
Si vous pensez que ces points ont été résolus, vous pouvez retirer ce bandeau et améliorer la mise en forme d'un autre article.
 (mars 2021).
Si vous disposez d'ouvrages ou d'articles de référence ou si vous connaissez des sites web de qualité traitant du thème abordé ici, merci de compléter l'article en donnant les références utiles à sa vérifiabilité et en les liant à la section « Notes et références ».
Pour les articles homonymes, voir Veenstra.
Froukje Veenstra connue comme Froukje née le 4 septembre 2001 à Nieuwkoop est une chanteuse néerlandaise. Elle se fait connaitre à partir du début d'année 2020 avec son titre Groter Dan Ik. 

## Biographie

### Enfance
Froukje est issu d'une famille où la musique joue plus ou moins un rôle central. Dès son plus jeune âge, elle a chanté avec son père et sa sœur dans toutes sortes d'occasions et dans des groupes comme Chicks & Wings. Parfois, elle était aussi derrière la batterie. Lors de ces concerts, ils chantaient principalement des reprises. À la fin de la décennie, elle est allée étudier au Conservatoire de Rotterdam (Codarts), section écriture de chansons. Elle y a appris à mieux structurer son travail. 

### Succès
Froukje commence à se faire connaitre à partir de 2020 (son premier titre Groter Dan Ik sort en janvier 2020. Mais en raison de la crise du Covid-19 elle ne peut pas se produire devant son public. Elle a toutefois chanté pendant le Kaléidoscope de Wende Snijders au Théâtre Royal Carré et s'est présentée comme chanteuse devant l'Oosterpoort vide pour la version numérique de Noorderslag.
Froukje compose sa propre musique à grâce à son ordinateur portable, d'une guitare et d'un clavier. Elle se dit influencée par Maarten van Roozendaal et Theo Nijland, qui étaient souvent joués dans son enfance. Ces influences actuelles (lorsqu'elle écrit ses propres chansons) viennent d'Eefje de Visser et de Typhoon.
Sa première chanson Groter Dan Ik est sortie début 2020, une chanson engagée et de protestation contre la crise climatique. Avec Pepijn Lanen (De Jeugd van Tegenwoordig), Leon Palmen et Jens van der Meij, elle a écrit la suite Onbezonnen. Ce single est sorti en janvier 2021 et a été déclaré "Megahit" par 3FM. Le single a rapidement atteint la 8ème position dans le Mega Top 30. Le titre a également terminé dans la tipparade du Top 40 néerlandais, le Single Tiplijst de Dutchcharts et l'Ultratip Bubbling Under de l'Ultratop 50 flamand. La chanson est tirée de l'album Licht en Donker, sorti en janvier 2021, contient six chansons, est sortie en single numérique ainsi qu'en vinyl collector. 
Froukje est une fan de Fifi Brindacier, avec qui elle partage ses cheveux roux. Elle vit actuellement à Rotterdam.  

## Discographie

### Singles
| Titres        | Date de sortie |
| ------------- | -------------- |
| Groter Dan Ik | 28-03-2020     |
| Ik Wil Dansen | 13-02-2021     |
| Onbezonnen    | 23-01-2021     |

### Albums
- Licht en Donker (2021)

### Tournées
Le 25 février 2021, elle annonce sur son compte twitter une série de cinq dates, nommé Licht En Donker Tour, dans différentes villes des Pays Bas, entre le 17 et le 30 octobre de la même année. Face à l'engouement, elle annonce le 4 mars six nouveaux concerts, toujours aux Pays Bas. Le 11 mars, elle annonce de nouveau deux nouvelles dates, en Belgique, également en octobre.